# Desfiladero de Collegats
El desfiladero de Collegats (en catalán Congost de Collegats) es un desfiladero de unos cinco quilómetros de longitud formado por el río Noguera Pallaresa, en el límite de las comarcas leridanas del Pallars Jussá y Pallars Sobirá. Forma parte de los términos municipales de Bajo Pallars, Puebla de Segur y Conca de Dalt.
Fue protegido en 1992 por el Plan de Espacios de Interés Natural (PEIN) de la Generalidad de Cataluña mediante el Decreto 328/1992.

## Geografía
El río, tras pasar por la población de Gerri de la Sal entra en el desfiladero cruzando las sierras de Peracalç, que queda al O, y de Cuberes al E, la cual forma parte de la sierra de Boumort. Dentro de los límites del desfiladero, el río recibe por el margen derecho el barranco de San Pedro y por el izquierdo el barranco de Llabro y el del Infierno, siendo este último el límite entre las dos comarcas. 

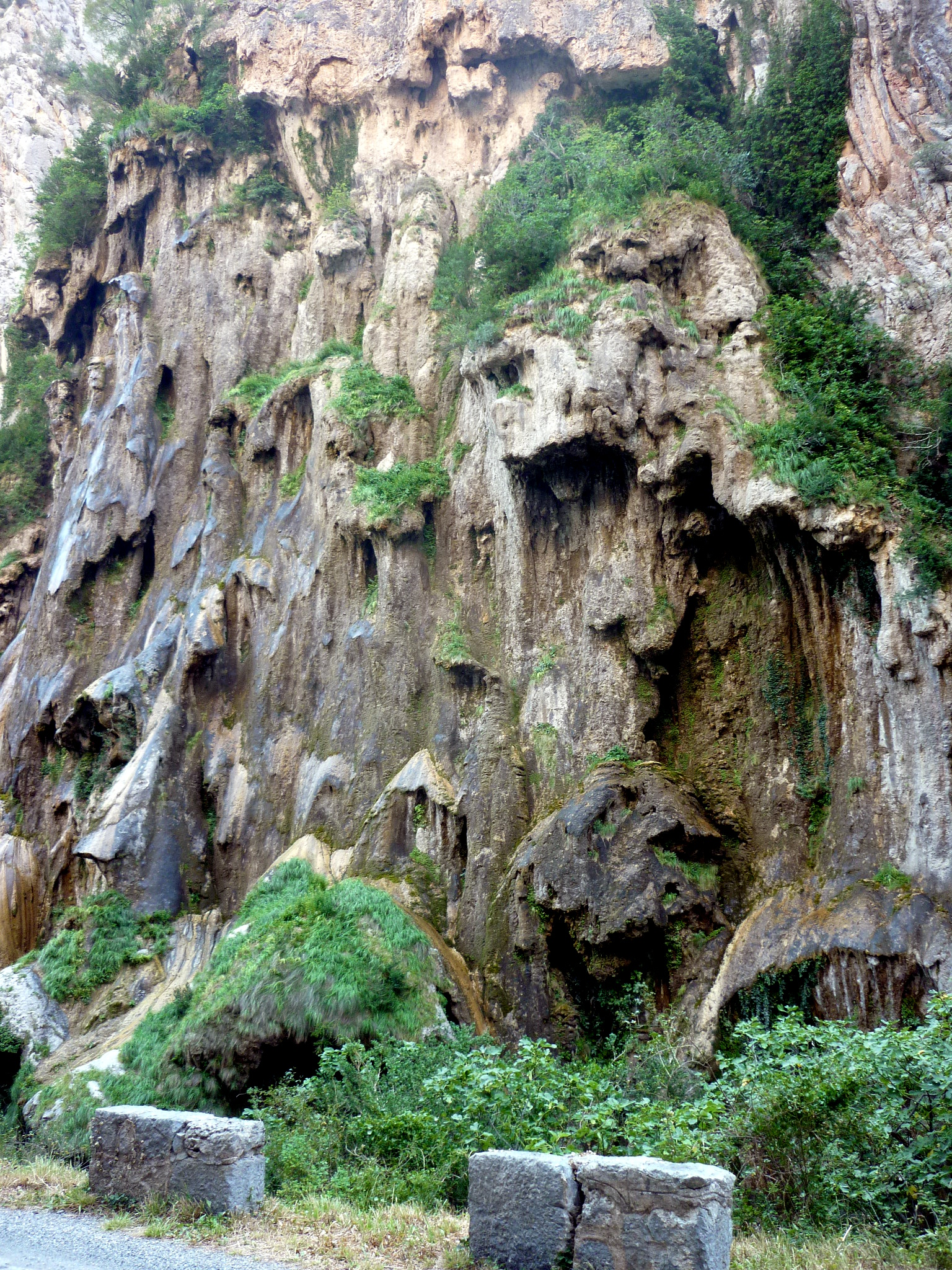
L'Argenteria.

La Argenteria (platería) es uno de los puntos más atractivos del lugar. Se trata de una zona de roca calcárea, donde una surgencia de agua la modela, adoptando unas formas asombrosas, muy gaudinianas. En inviernos muy fríos, cuando el agua que fluye por la roca se convierte en hielo, aumenta su espectacularidad y belleza debido a los carámbanos, que con el brillo del sol adquieren matices argentinos (de ahí su nombre).
Collegats, además del Noguera Pallaresa, también es atravesado por la carretera N-260, que corre a lo largo de la orilla derecha del río. Esta carretera no cruzó el estrecho hasta 1905.

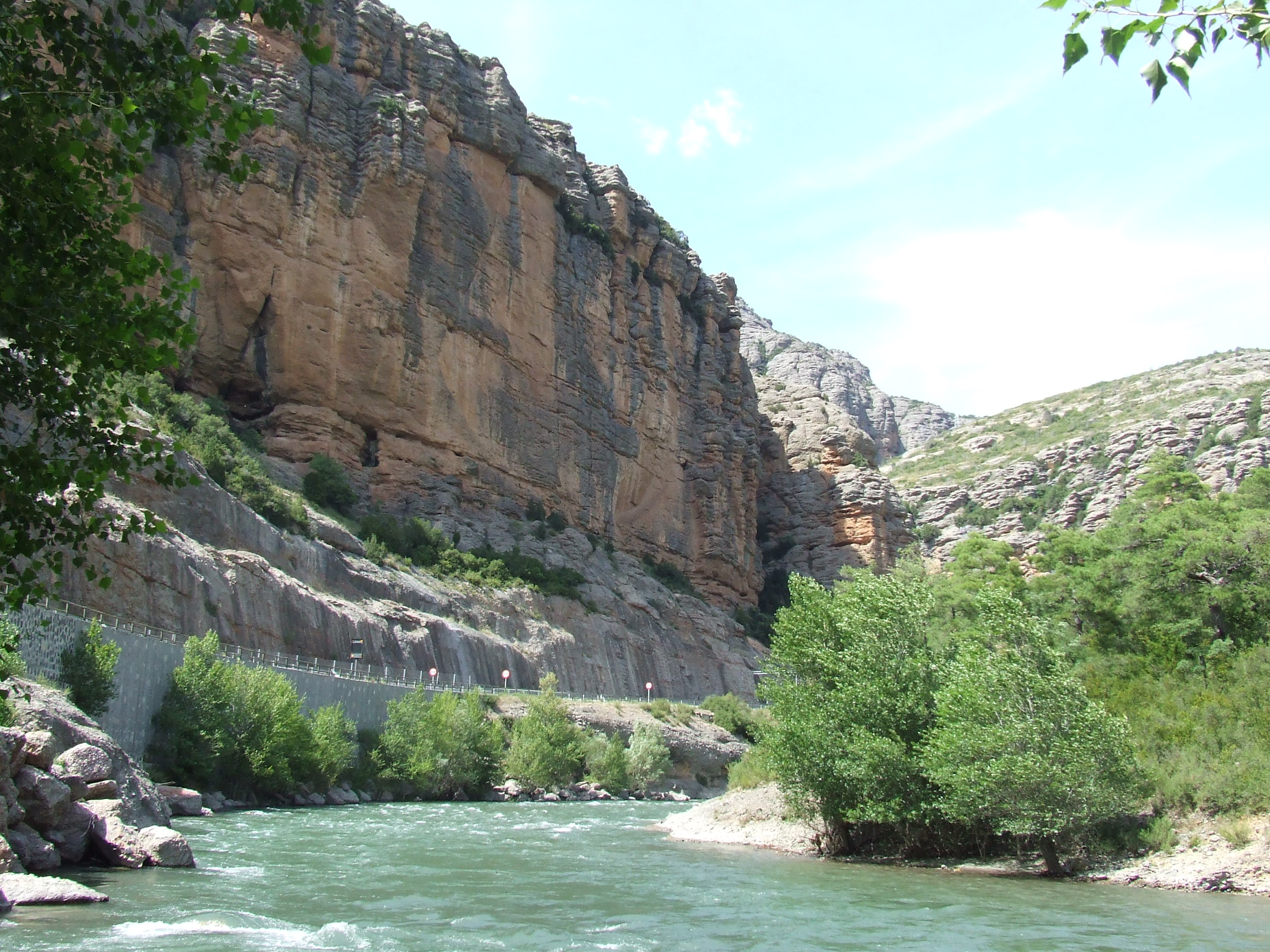
El río Noguera Pallaresa saliendo del desfiladero de Collegats.

En la entrada S del desfiladero se encuentra la Font de la Figuereta (fuente de la higueruela), con un área de descanso a pie de carretera. Desde aquí se puede seguir el antiguo camino de herradura, perfectamente señalizado, que cruzaba el desfiladero y que pasa cerca del monasterio de Sant Pere de les Maleses, cenobio troglodítico actualmente en ruinas, situado en el barranco de San Pedro. Este camino pasa, más adelante, junto a la cueva de la Serpiente, fuente de una leyenda con terribles consecuencias para los viajantes de antaño.

## Historia
En 1678, el duque de Cardona autorizó a la familia Berenguer, de Puebla de Segur, a habilitar un camino que permitiera cruzar con más facilidad este difícil tramo, concediéndole el cobro del peaje a personas y animales. La obra se llevó a cabo en dos años, dirigida por Isidre y Josep Berenguer, padre e hijo, y el paso quedó abierto en 1686.
A comienzos de la década de 1990 se hicieron remodelaciones en el trazado de la carretera, construyéndose dos túneles que facilitaban el traspaso del desfiladero. Los antiguos tramos de carretera fueron cerrados al tránsito rodado, lo cual proporciona una excelente oportunidad al caminante para poder admirar la belleza del entorno.
Collegats es también destino de escaladores que vienen movidos por la espectacularidad de sus verticales paredes.

## Collegats en el Madoz
Collegats aparece citado en el Diccionario geográfico-estadístico-histórico de España y sus posesiones de Ultramar, obra de Pascual Madoz. Por su gran interés documental e histórico, se transcribe a continuación dicho artículo sin abreviaturas y respetando la grafía original.

COLLAGATS: portazgo ó portillo en la provincia de Lérida, partido judicial de Tremp, término  jurisdiccional de Gramuntell (véase) Este es un paso construido á lo largo de la roca y orilla derecha del Noguera Pallaresa, en la garganta que este rio ha abierto en el monte que  divide este partido y el de Sort. Forma parte del camino de herradura, que dirige del primero al último punto, entre las villas de Puebla de Segur y Gerri. Las rocas que forman esta garganta son elevadísimas, y el paso es tan estrecho en algunos parajes, que no pueden transitar dos caballerias á la vez. Se paga portazgo que pertenece á la casa de Foix, llamada vulgarmente de Brenquer de Puebla de Segur, y para su cobro hay una casa denominada también la Barraqueta, sobre el camino espresado, y en el término jurisdiccional que hemos nombrado, distante ½ hora de la poblacion, estando á igual distancia Puebla de Segur por el lado sur y 3 horas la de Gerri por el norte, en el partido de Sort.